# Centrale électrique de Yugadanavi
La centrale électrique de Yugadanavi, aussi connu sous le nom de centrale électrique de Kerawalapitiya,  est une centrale thermique située au Sri Lanka dans la Province de l'Ouest. 

## Histoire
La construction de la centrale électrique en novembre 2007, et a été développé en deux phases. 
La première partie de l'usine de 200MW a été construite en moins de 10 mois. Le président Mahinda Rajapaksa a inauguré le bâtiment le 8 décembre 2008. La deuxième phase s'est terminée en février 2010.
Le prix de la centrale s'élève à 300 millions de dollars, dont une dette de 152 millions d'euros a été contracté à l'HSBC, dont les garants du crédit sont les États-Unis, l'Allemagne, les Pays-Bas, la Pologne, l'Autriche, et la France.
Le 17 août 2020, une coupure de courant a eu lieu dans tout le Sri Lanka vers midi, et a affecté les 21 millions d'habitants du pays, à cause d'une défaillance technique de la centrale. 

## Spécifications
Construite sur un site de 25 acres (0,10 km2), la centrale électrique utilise deux turbines à gaz GE Frame 9E de 100 MW et une turbine à vapeur General Electric, et génère environ 1800 GWh par an